# 萧崇妃
崇妃蕭氏（12世纪？—1150年9月20日），中国金朝開國皇帝完顏阿骨打的妾室，尊封太妃（太皇太妃）。
蕭氏身世、民族、早年事迹不详。仅知她是完顏阿骨打妾室 ，生紀王完顏習泥烈、息王完顏寧吉和莒王完顏燕孫。完顏阿骨打孙子金熙宗执政時（1138年至1149年间），萧氏做为先朝君主遺孀，受封為貴妃。
天德二年（1150年）正月，完顏阿骨打孙子完顏亮执政，改封庶祖母蕭氏为元妃。同一個月，尊封太妃，或记为太皇太妃。完颜亮生母大氏對她十分尊敬，甚至大氏受尊皇太后後，她也讓蕭氏坐在宴會上坐，完颜亮因而對蕭氏不滿。九月辛未，在藉故殺死完顏宗義等人的同时，完颜亮誣陷蕭氏有隱惡殺死她，以及她的亲生子任王完顏隈喝。
大定十九年（1179年），完顏阿骨打孙子金世宗下令改葬庶祖母蕭氏。宗室大宗正丞完顏宗安負責致祭。世宗原想恢復蕭氏的太妃稱號，但經禮議後認為稱號「太妃」的妃嬪是以子貴受尊的，蕭氏並非如此故不適合稱太妃，最後封崇妃。